# میرزا ناصر احمد
میرزا ناصر احمد (عربی: خليفة المسيح الثالث، آوانگاری: khalīfatul masīh al-Thālith; ۱۶ نوامبر ۱۹۰۹ – ۹ ژوئن ۱۹۸۲) خلیفه سوم (عربی: خليفة المسيح الثالث، آوانگاری: khalīfatul masīh al-Thālith) جامعه مسلمانان احمدیه بود. او در روز ۸ نوامبر ۱۹۶۵، یک روز بعد از درگذشت خلیفه قبلی و پدرش، میرزا بشیرالدین محمود احمد به عنوان جانشین سوم میرزا غلام احمد انتخاب شد.
تحت رهبری او، فعالیت تبلیغات مذهبی به خصوص در آفریقا و اروپا که در زمان خلیفه دوم شروع شده بود، گسترش بیشتری پیدا کرد. در سال ۱۹۷۴، او به مدت یازده روز تحت باورپرسی عقاید در مجمع ملی پاکستان، اعتقادات و باورهای جامعه احمدیه را ابراز کرد. علیرغم تلاشهای او، مجمع ملی اعلام کرد احمدی‌ها مسلمان نیستند و او در تمام این دوره خصومت عمیق و سرکوب دولتی، جماعت مسلمانان احمدی را هدایت کرد.